# Route nationale 711
Pour les articles homonymes, voir Route 711.
La route nationale 711 ou RN 711 était une route nationale française reliant La Croix du Breuil au Pont à la Planche.
À la suite de la réforme de 1972, elle a été déclassée en RD 711.

## Ancien tracé de La Croix du Breuil au Pont à la Planche (D 711)
- La Croix du Breuil, commune de Bessines-sur-Gartempe D 711
- Châteauponsac
- Gaffarit, commune de Balledent
- Roussac
- Le Buis
- Nantiat
- Meuquet, commune de Chamboret
- Chamboret
- Cieux
- Ovier, commune de Cieux
- Javerdat
- Pont à la Planche, commune de Saint-Junien D 711